# خوراک‌شناسی

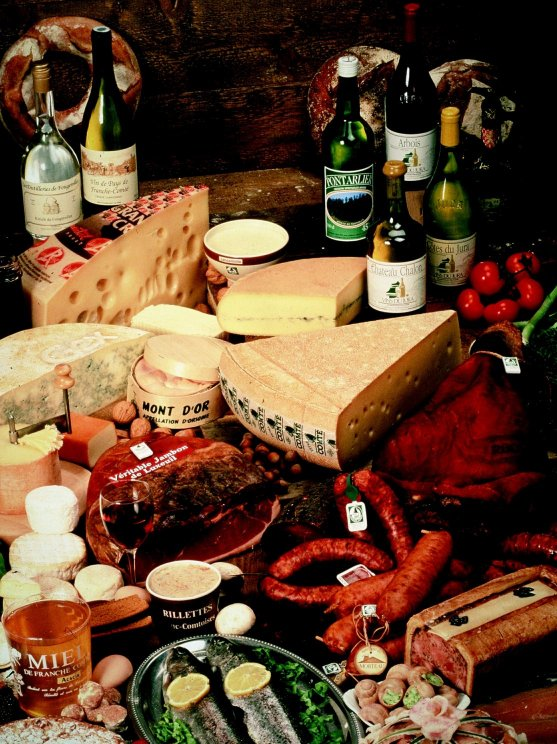

خوراک‌شناسی (انگلیسی: Gastronomy) دانش شناخت آشپزی و فرهنگ با تمرکز بر روی خوراک می‌باشد. به شخصی که در این مبحث متخصص است، خوراک‌شناس می‌گویند. واژه gastronomy از کلمه یونانی γαστήρ به معنای شکم اخذ شده‌است. خوراک‌شناسی در کل شامل کشف، مزه‌شناسی، آزمایش، تحقیق، درک و تشریح در خصوص تهیه غذا و تشخیص کیفی خوراک و تغذیه انسان است.